# Сентервил (Минесота)
Сентервил (енгл. Centerville) град је у америчкој савезној држави Минесота.

## Демографија
По попису из 2010. године број становника је 3.792, што је 590 (18,4%) становника више него 2000. године.
| Група             | 2000.         | 2010.         |
| Белци             | 3.065 (95,7%) | 3.535 (93,2%) |
| Афроамериканци    | 8 (0,2%)      | 11 (0,3%)     |
| Азијати           | 23 (0,7%)     | 104 (2,7%)    |
| Хиспаноамериканци | 46 (1,4%)     | 61 (1,6%)     |
| Укупно            | 3.202         | 3.792         |